# Gastronomia de les Filipines

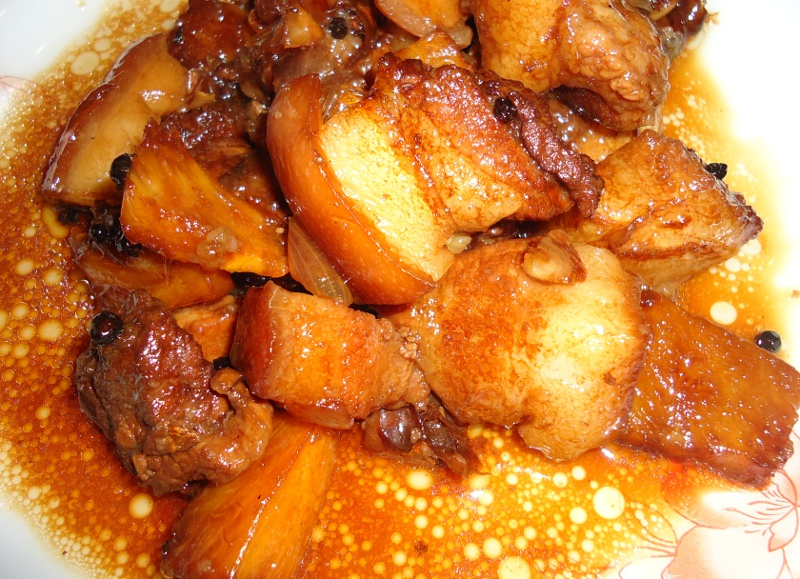
Adob filipí de porc.

La Gastronomia de les Filipines  és un conjunt de costums culinàries associades als habitants de les Filipines, aquesta cuina està influïda tant per les cuines del sud-est asiàtic com per la cuina espanyola per raó dels tres segles de colonització hispana. Per regla general els filipins tradicionalment tenen tres menjars al dia - l' almusal  (esmorzar en tagalog, el  tanghalian  (dinar en tagalog;  àpat principal  a les Filipines) i el  hapunan  (sopar en tagalog) a part d'un aperitiu a mitja tarda denominat  minandal (berenar).

## Història i influències
La primera influència a les Filipines, en l'època pre-hispànica, es deixa notar en la preparació de certs aliments mitjançant cocció en aigua, cocció al vapor, o el rostit. Aquests mètodes s'apliquen a un ampli rang d'aliments que van des del carabao (búfal d'aigua), vaca, pollastre i porc, passant per diferents tipus de marisc, peix, mol·luscs, etc. Els malais van conrear l'arròs a Àsia des del 3200 aC Les rutes comercials en l'època pre-hispànica es van fer amb la Xina i l'Índia introduint en la dieta filipina usos de toyo (salsa de soia) i  patis  (salsa de peix), així com el mètode d'elaboració de sopes a l'estil asiàtic.
L'arribada dels espanyols va fer que es canviessin alguns costums culinaris, introduint els xilis, la salsa de tomàquet, el blat de moro i el mètode del saltat amb all anomenat  guisat  i que actualment es pot trobar definit amb aquesta paraula a la cuina filipina. El conservat d'alguns aliments amb vinagre i espècies s'empra avui en dia i és un mètode introduït pels espanyols en la cuina local. Existeixen en la cuina filipina adaptacions de plats espanyols i que són molt populars com són la paella que és una espècie de paella valenciana en versió filipina, versions locals de xoriço, escabetx i  adob .
Durant el segle xix, la cuina xinesa va començar a exercir la seva influència en forma de botigues de fideus que es van començar a establir per tot el territori, en algunes ocasions es barregen els noms així es té el lugaw (brou d'arròs i pollastre) i el sinangag o arròs fregit).
Des de començaments del segle XX l'aparició d'altres cultures va portar altres estils i per això actualment es pot notar la influència de la cuina nord-americana, francesa, italiana i japonesa, així com la introducció de nous processos culinaris.

## Ingredients comuns
Com passa en la majoria dels països asiàtics, l'aliment bàsic de les Filipines és l'arròs. Sovint es prepara al vapor i se serveix durant els principals àpats. L'arròs sobrant se sol fregir amb alls per fer sinangag, que se serveix generalment per esmorzar juntament amb un ou ferrat i carn curada o salsitxes. L'arròs sovint es barreja amb diferents salses o amb el brou d'altres plats. En algunes regions, l'arròs es barreja fins i tot amb llet condensada, cacau o cafè. La farina d'arròs s'utilitza en la fabricació de dolços, coques i altres pastissos. Encara que l'arròs és el principal aliment bàsic, el consum de pa està també bastant estès.
Una gran varietat de fruites i hortalisses se solen utilitzar per cuinar. Els plàtans, calamondines, polpa i llet de coco, guaiaba, mangos, papaies o pinyes proporcionen un toc tropical a molts plats. També s'usen moltes verdures de fulles verdes com els espinacs, la col xinesa, la col, l'albergínia o les mongetes tendres. La combinació de tomàquets, alls i cebes es troba en molts plats. Algunes llegums com les patates, pastanagues, el taro, la mandioca, l'ube i el moniato, també troben el seu lloc a la cuina filipina. Altres especialitats són el moniato i un cert tipus de plàtan anomenat saba que se sol fregir i arrebossar amb sucre moreno.
Entre les carns s'hi inclou el pollastre, la carn de porc, la carn de boví i una gran quantitat de peix. Els mariscs són igualment populars i molt abundants, ja que es tracta d'un arxipèlag. També són populars les algues preparades de diverses maneres.
El menjar és sovint servit amb diferents salses i els aliments fregits de vegades van submergits en vinagre. També s'usa molt la salsa de soja, el suc espremut de calamansi, o una combinació d'ambdós. L'arrel de gingebre i el xili també són condiments que se solen agregar als plats.

## Mètodes de preparació
Algunes de les paraules en tagal que s'utilitzen per descriure diferents mètodes de preparació a la gastronomia filipina són les següents:

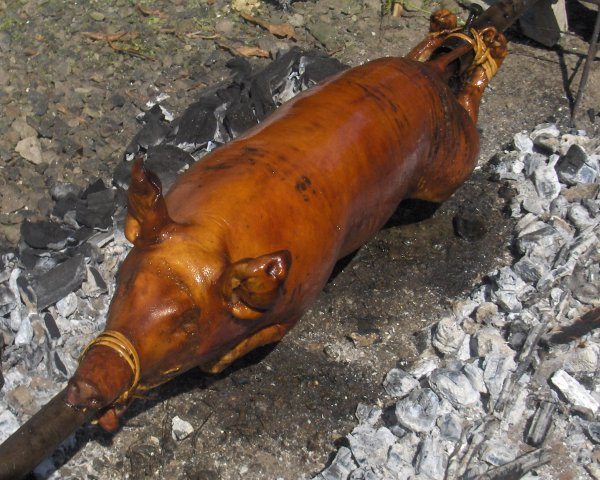
El "garrí" és molt popular a les Filipines, encara que allí aquesta paraula no es refereix només al garrí i pot ser utilitzada per a altres carns com el pollastre, etc.

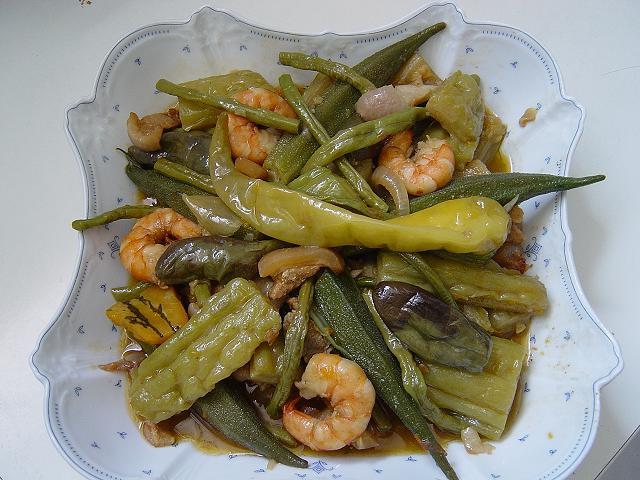
Pinakbet amb gambes.

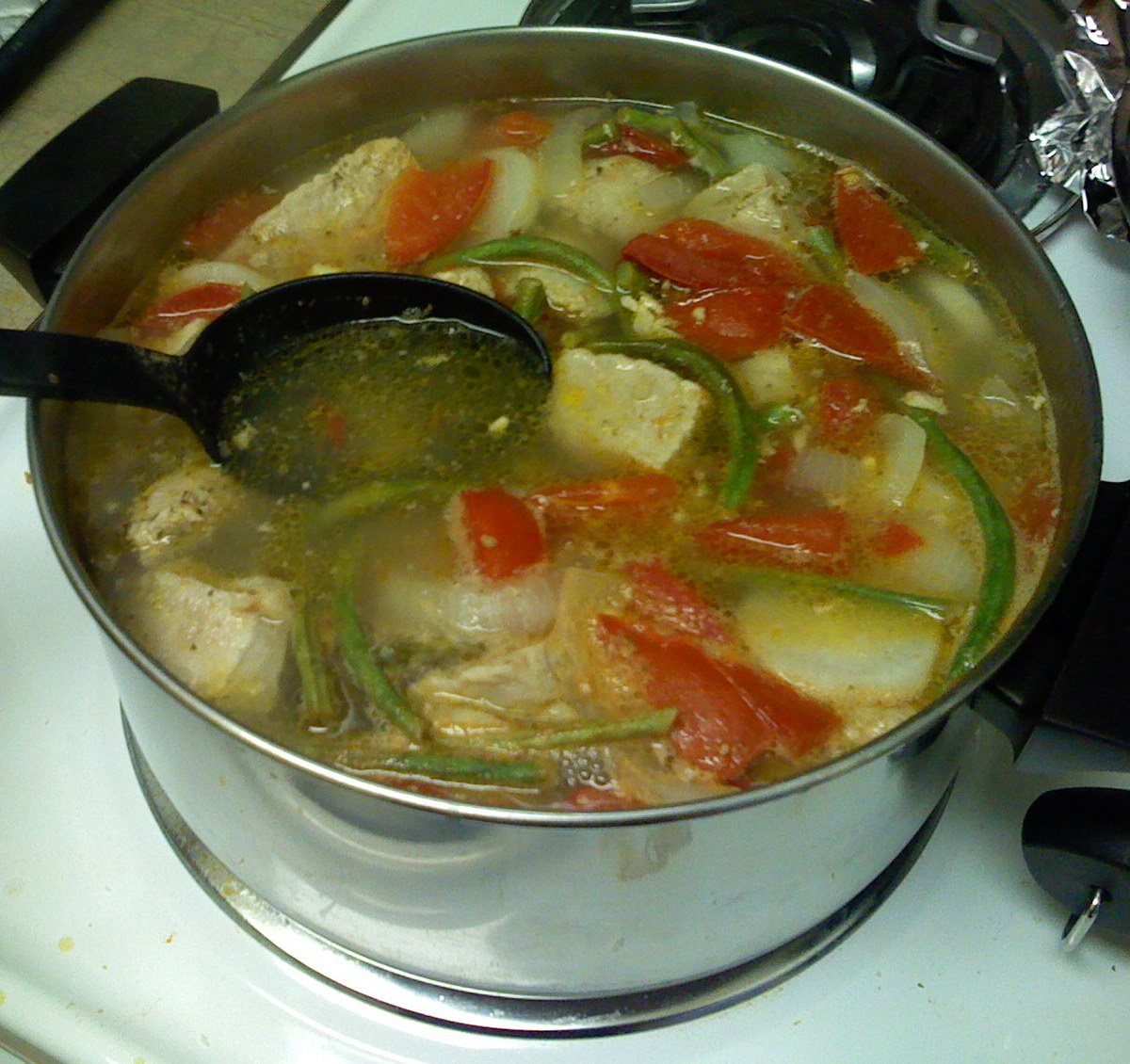
Sinigang na Baboy, una sopa de porc i tamarinde.

- "Adob/Inadobo"  - Sol referir-se a un guisat de carn marinada en vinagre, oli, all i salsa de soja, encara que també podria referir-se només a cuinar en una paella xinesa amb oli lleuger, all i sal.
- "Babad/Binabad/Ibinabad"  - amanit.
- "Banli/Binanlian/Pabanli"  - lleugerament bullit.
- "Bagoong/Binagoongan/- sa Bagoong"  - cuinades amb bagoong, una pasta de peix fermentat.
- "Binalot"  - literalment, "embolicat". Això generalment es refereix als plats embolicats en fulles de plàtan o paper d'alumini.
- "Buro/Binuro"  - fermentat.
- "Busa/Pabusa"  - torrades amb all i una petita quantitat d'oli de cuina.
- "Daing/Dinaing/Padaing"  - amanit amb all, vinagre, i pebre negre.
- "Guinataan/sa Gata"  - cuinat amb llet de coco.
- "Guisa/Guisat/Ginisa"  o  "Gisado"  - saltats amb all, ceba i/o tomàquets.
- "Halabos/hinalabos"  - es refereix sobretot als mariscs quan es cuinen al vapor en el seu propi suc.
- "Hilaw/sariwa"  - cru (per a carns, fruites i hortalisses).
- "Hinurno"  - cuit en un forn o rostit.
- "Ihaw/inihaw"  - a la graella sobre les brases.
- "Kinilaw"  - Amanit amb vinagre o suc de calamansi juntament amb all, ceba, gingebre, tomàquet, xili i pebre.
- "Laga/nilaga/palaga"  - bullit, de vegades amb ceba i pebre negre.
- "Nilasing"  - cuinat amb una beguda alcohòlica "." Intoxicat amb alcohol ", literalment,
- "Garrí/litson/nilechon"  - rostit en un asador. Al contrari que en espanyol, "Garrí" pot referir-se a qualsevol tipus d'animal
- "Lumpia"  - embolicat amb una capa comestible.
- "Minatamis"  - cuit amb sucre o amb altres edulcorants, com ara la panucha (panela).
- "Pinakbet"  - cuinat amb verdures com mongetes verdes, carbassa, albergínia, meló amarg, etc.
- "Paksiw/pinaksiw"  - cuit en vinagre.
- "Pangat/pinangat"  - bullit en aigua amb sal i tomàquets.
- "Palaman/pinalaman"  - "ple", com en siopao,, tot i que "palaman" també es refereix al farciment d'un sandvitx.
- "Pinakuluan"  - bullit.
- "Piniato"  - Crocant
- "Prito/pinirito"  - fregit.
- "Pasingaw"  - al vapor, en general amb un full de plàtan.
- "Farciment/relyeno"  - Farciment.
- "Tapa/tinapa"  - assecat i fumat. Tapa es refereix a la carn tractada d'aquesta manera, mentre que tinapa s'associa gairebé exclusivament amb peix fumat.
- "Sarza/Sarciado"  - cuinat amb una salsa espessa.
- "Sinangag"  - arròs fregit amb alls.
- "Sigang/Sinigang"  - cuits, generalment amb un tamarinde de base. Altres variants de base són: guaiaba, mango, calamansi, i gairebé qualsevol altra fruita amb gust agre.
- "Tosta/Tinosta/Torrat"  - torrada, com en els polvorons o el torrat mamón.
- "Coca/Tinorta/Patorta"  - ous cuinats com en una truita.
- "Totso/totcho"  - cuinat amb fesols fermentats negres. És tant el nom d'un mètode de cuinat com d'un plat.